# XYQuartet
XYQuartet è un gruppo musicale italiano formatosi nel 2011 tra Veneto e Friuli.
Il quartetto è composto da Nicola Fazzini (sax alto), Alessandro Fedrigo (basso acustico), Saverio Tasca (vibrafono) e Luca Colussi (batteria). Nel primo disco al vibrafono c'era Luigi Vitale.
QuartettoQuartetto è un progetto nato dalla collaborazione della band con il Conservatorio di Musica Arrigo Pedrollo di Vicenza. L'album è allegato alla rivista musicale JazzIt n*111.
L’ultima opera è un’originale performance multimediale sulla Divina Commedia intitolata: "StraborDante - Viaggio in nove tappe nell’Inferno di Dante", con la voce di John De Leo, le multivisioni di Francesco Lopergolo, le live electronics di Franco Naddei e la drammaturgia di Vincenzo De Vivo.

## Discografia
- 2012 - Idea F
- 2014 - XY
- 2017 - Orbite
- 2020 - QuartettoQuartetto (con Ensemble di Percussioni Pedrollo)
- 2021 - StraborDante (con John De Leo)
- 2025 - Lexycon